# Anastelgis alturas
Anastelgis alturas là một loài tò vò trong họ Ichneumonidae.